# کودک وحشی

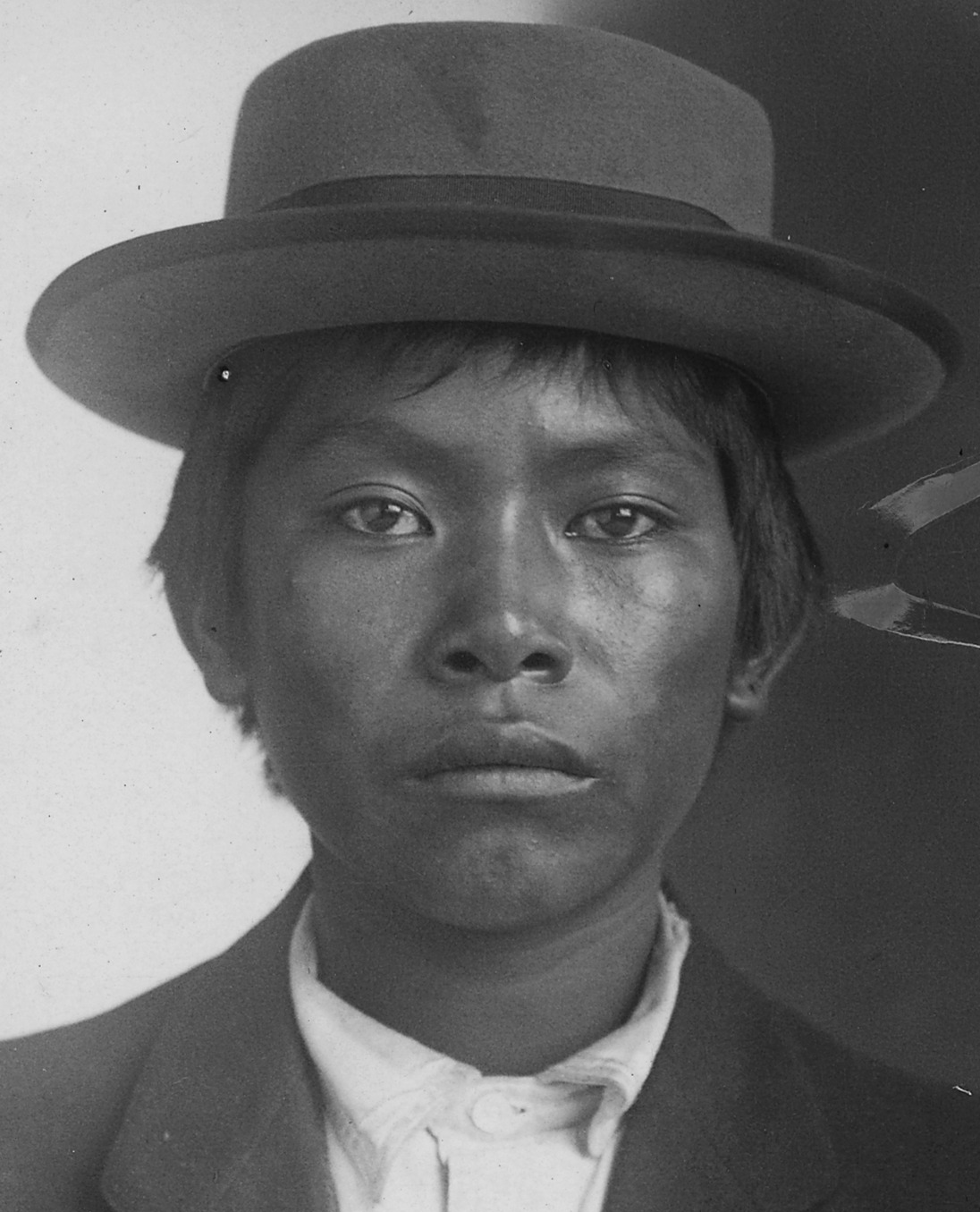
پسر ۱۲ ساله معروف به پسر وحشی از بومیان آمریکا که هیچ زبانی را بلد نبود و محکوم به قتل شد

کودک وحشی (به انگلیسی: feral child) به بچه‌هایی گفته می‌شود که از سن بسیار پائین، در محیطی دور از انسان بزرگ شده باشد، انسانی از او نگهداری نکرده یا این نگهداری بسیار کوتاه‌مدت بوده و نیز تعامل انسانی و بهره‌گیری از زبان را نیز به شکلی محدود تجربه کرده باشد. تاکنون چندین نمونه اثبات‌شده از چنین کودکانی وجود داشته و نمونه‌های دیگری هم هستند که هنوز درستی آنها اثبات نشده است. کودکان وحشی ممکن است تجربه بدرفتاری یا ضربه روانی را داشته باشند یا اینکه از خانه فرار کرده باشند. البته افسانه‌ها و داستان‌های عامه‌پسندی هم دربارهٔ این کودکان وجود دارد که گفته می‌شود توسط حیوانات بزرگ شده‌اند.